# Naissance en 1087
Naissance
- 1083
- 1084
- 1085
- 1086
- 1087
- 1088
- 1089
- 1090
- 1091

Cette page dresse une liste de personnalités nées au cours de l'année 1087 :
- 13 septembre : Jean II Comnène, empereur byzantin.

- Acharya Hemachandra, érudit jaïn
- Jean Axouch, conseiller et ami de Jean II Comnène.
- Theoderich van Are (en), premier comte d'Are.
- Yelü Dashi, fondateur de la dynastie Liao de l'Ouest, ou khanat Kara-Khitans.
- Zengi, fondateur de la dynastie zengide en Syrie.

## Crédit d'auteurs
- Cet article est partiellement ou en totalité issu de l'article intitulé « 1087 » (voir la liste des auteurs).